# Centaurea crnogorica
Centaurea crnogorica — вид квіткових рослин айстрових (Asteraceae). Ендемік: Чорногорії.

## Біоморфологічна характеристика
Квітки жовті.